# Frederik Schlegel
 For alternative betydninger, se Johan Frederik Schlegel (flertydig). (Se også artikler, som begynder med Johan Frederik Schlegel)
Johan Frederik "Fritz" Schlegel (født 22. januar 1817 i København, død 8. juni 1896 i København) var en dansk advokat og embedsmand, borgmester i København, borgerrepræsentant og gehejmekonferensråd.
Han blev gift med Regine Olsen og var guvernør for Dansk Vestindien fra 1855 til 1860.
Han var Storkorsridder af Dannebrogordenen.

## Liv og gerning

### Tidlig karriere
Han var søn af kontorchef i Generaltoldkammer- og Kommercekollegiet Wilhelm August Schlegel (28. januar 1791-30. juli 1871) og Dorothea Maria f. Frost (24. februar 1791-25. november 1852). Han blev 1833 student fra Metropolitanskolen og 1838 juridisk kandidat. 1842 indtrådte han som volontør i Generaltoldkammer- og Kommercekollegiets Handels- og Konsulatskontor, hvor han 1847 udnævntes til fuldmægtig. Efter Kollegiets omordning blev han i slutningen af 1848 udnævnt til chef for Kolonialkontoret og fik 1852 titel af kammerråd.

### Guvernør på De vestindiske øer
Da H.D.F. Feddersen i 1854 ønskede at fratræde stillingen som guvernør på de Dansk-Vestindiske Øer, besluttedes det, at Schlegel, der som kolonialsekretær havde lagt ualmindelig dygtighed og varm interesse for øerne for dagen, det følgende år skulle afløse ham. Den gerning, han således 1855 overtog, var vanskelig nok under de daværende forhold, navnlig for så vidt som det påhvilede ham at gennemføre omorganisationen af forskellige sider af øernes administration. Han nåede imidlertid i så henseende ved utrættelig personlig anstrengelse og streng retfærdighed i forbindelse med al den hensynsfuldhed, som forholdene på nogen måde tillod, et så tilfredsstillende resultat, at han, da han efter 5 års forløb af helbredshensyn 1860 nødtes til at opgive stillingen, kort efter sin hjemkomst ikke alene fik Dannebrogordenens Kommandørkors, men tillige udnævntes til gehejmeetatsråd..

### Borgmester i København
Fra nu af tog han vel ikke mere fast ansættelse i statstjenesten, men efter at hans helbred havde bedret sig, blev der dog på forskellig måde lagt beslag på hans arbejdskraft. Således blev han i 1866 rådmand i Københavns Magistrats 2. Afdeling og erhvervede sig i denne stilling så almindelig velvilje, at Borgerrepræsentationen 1873 valgte ham til borgmester for den nævnte afdeling. Svækket helbred nødte ham dog allerede 1875 til at trække sig tilbage fra dette embede og indskrænke sig til i de følgende 6 år som borgerrepræsentant at deltage i styrelsen af kommunens anliggender.

### Tillidshverv og ærestitler
I begyndelsen af 1879 blev han af regeringen sendt til de vestindiske øer som formand for den kommission, der skulle undersøge og afgive beretning om forholdene der efter et oprør det foregående år, og ved hjemkomsten der fra blev han samme år udnævnt til Storkors af Dannebrog. End videre fik han, der siden 1884 gentagne gange havde været konstitueret som overpræsident i København, 1886 titel af gehejmekonferensråd.
Endnu fortjener det at anføres, at han – ved siden af anden filantropisk virksomhed – var en nidkær formand for bestyrelsen af Kysthospitalet på Refsnæs fra dettes oprettelse 1875 til sin død, ligesom han fra 1887 var formand for "Universitetsjubilæets danske Samfund".
Han var ikke blot en ualmindelig elskværdig og harmonisk personlighed, men tillige en litterært interesseret og kunstforstandig mand, der efterlod sig et betydeligt bibliotek og værdifulde samlinger af raderinger og kobberstik.

## Ægteskab og familie
Han blev 3. november 1847 gift med Regine Olsen, en datter af etatsråd, kontorchef Terkel Olsen og Regine Frederikke f. Malling.